# Iglesia de San Cornelio y San Cipriano (San Cebrián de Mudá)
La iglesia de San Cornelio y San Cipriano es una iglesia católica dedicada a San Cornelio y San Cipriano sita en la localidad de San Cebrián de Mudá, en la provincia de Palencia, comunidad autónoma de Castilla y León, España. Recibió la catalogación de Bien de Interés Cultural el 4 de febrero de 1993.

## Descripción
Se trata de un edificio situado en el núcleo urbano, en la parte superior de una pequeña elevación de terreno. Consta de una sola nave rectangular y ábside cuadrado, espadaña en el hastial Sur, sacristía y pórtico adosados.
La nave se cubre con bóveda de cañón apuntado con arcos fajones, la capilla mayor y la sacristía con bóvedas de crucería, la espadaña consta de dos cuerpos, con ventana con arquivoltas en el primero, dos troneras en el segundo y remate triangular con pequeña tronera.
La portada adosada al muro Sur, con columnas laterales, arquivoltas formadas por arcos apuntados y capiteles de forma prismática.
La construcción es de sillería y la cubierta de teja árabe.